# Efeu-Ehrenpreis
Der Efeu-Ehrenpreis (Veronica hederifolia), auch Efeublättriger Ehrenpreis genannt, ist eine Art aus der Gattung der Ehrenpreise (Veronica) innerhalb der Familie der Wegerichgewächse (Plantaginaceae).

## Beschreibung

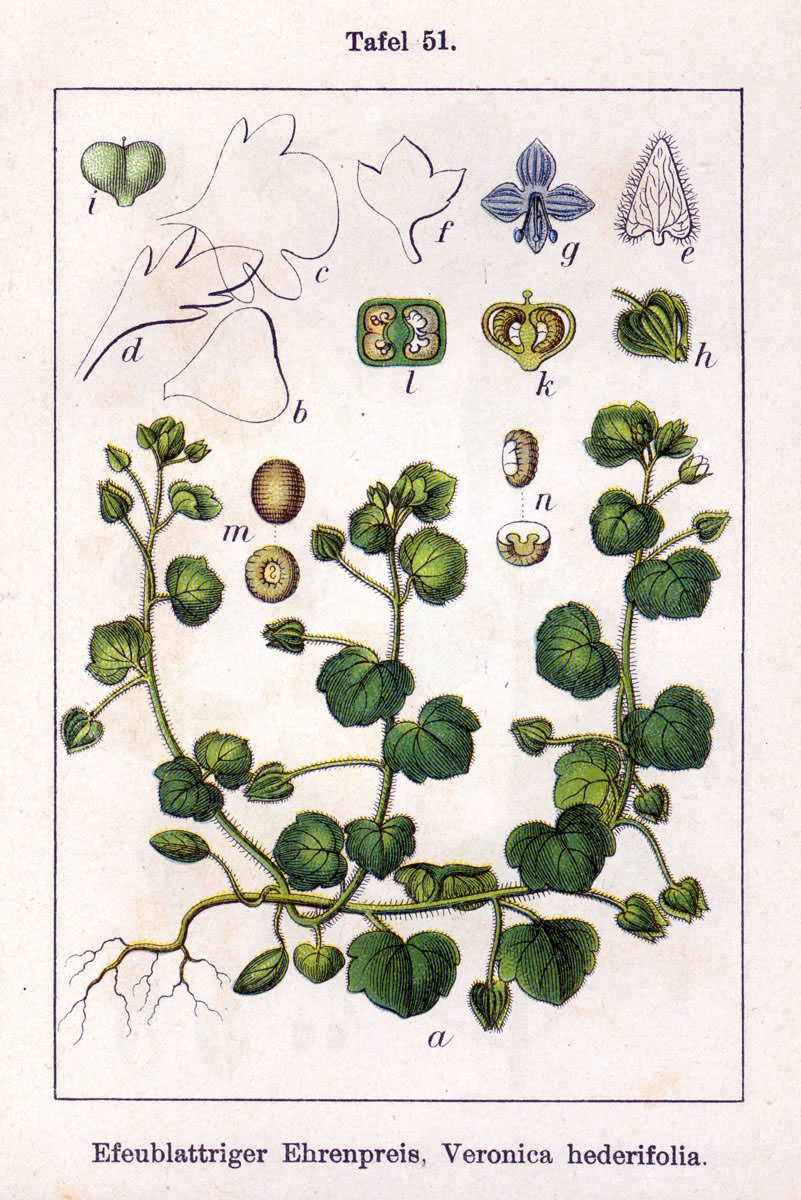
Illustration aus Sturm

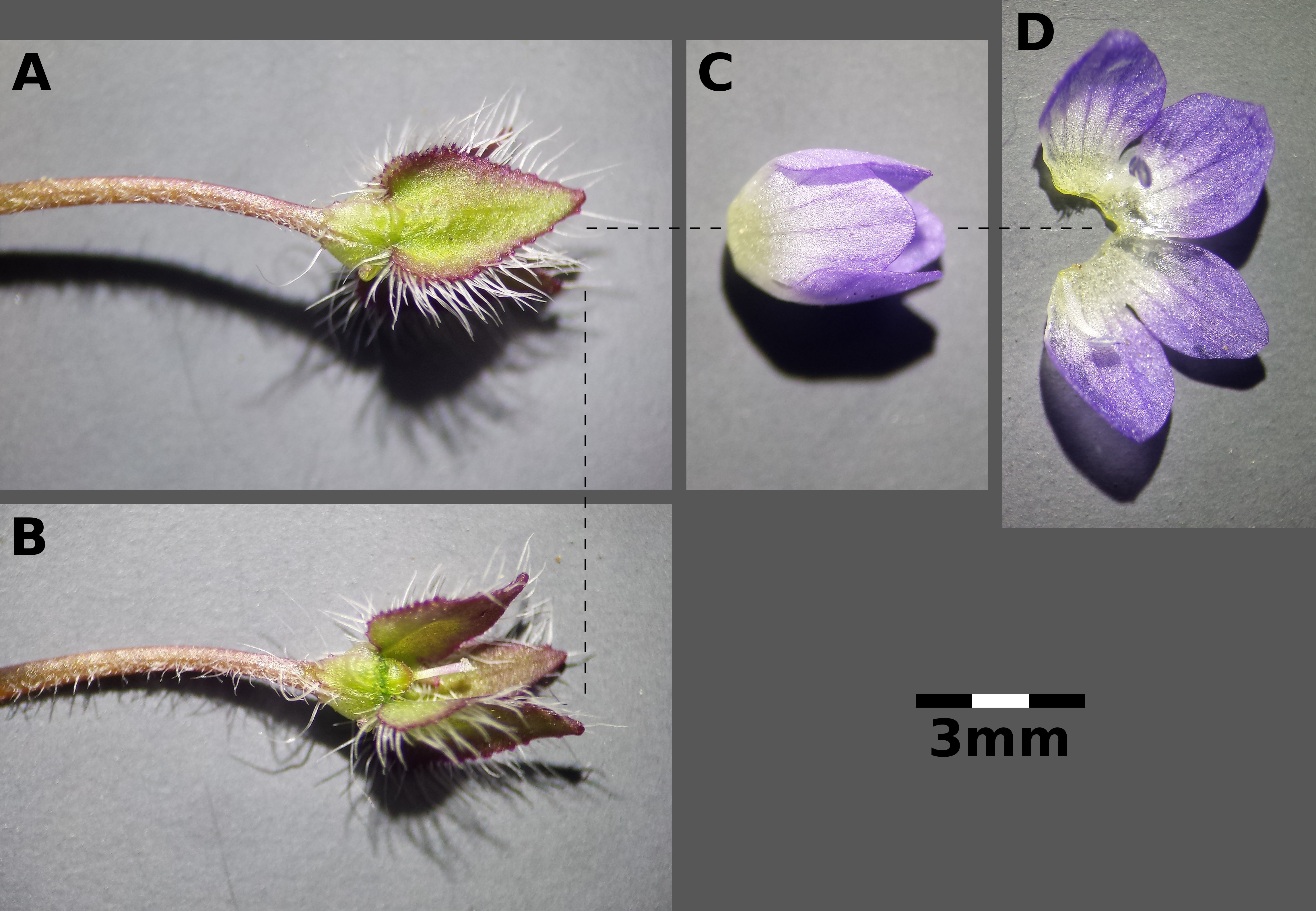
A: Blüte mit dreieckig-herzförmigen, bewimperten und auf der Fläche kahlen Kelchblättern. B: Geöffnete Blüte, sichtbar sind Fruchtknoten und Griffel. Der Blütenstiel ist einzeilig behaart. C: Die Krone ist von hellblauer Farbe und dünkler geadert. D: Die Krone weist ein sich deutlich abhebendes weißes Zentrum auf.

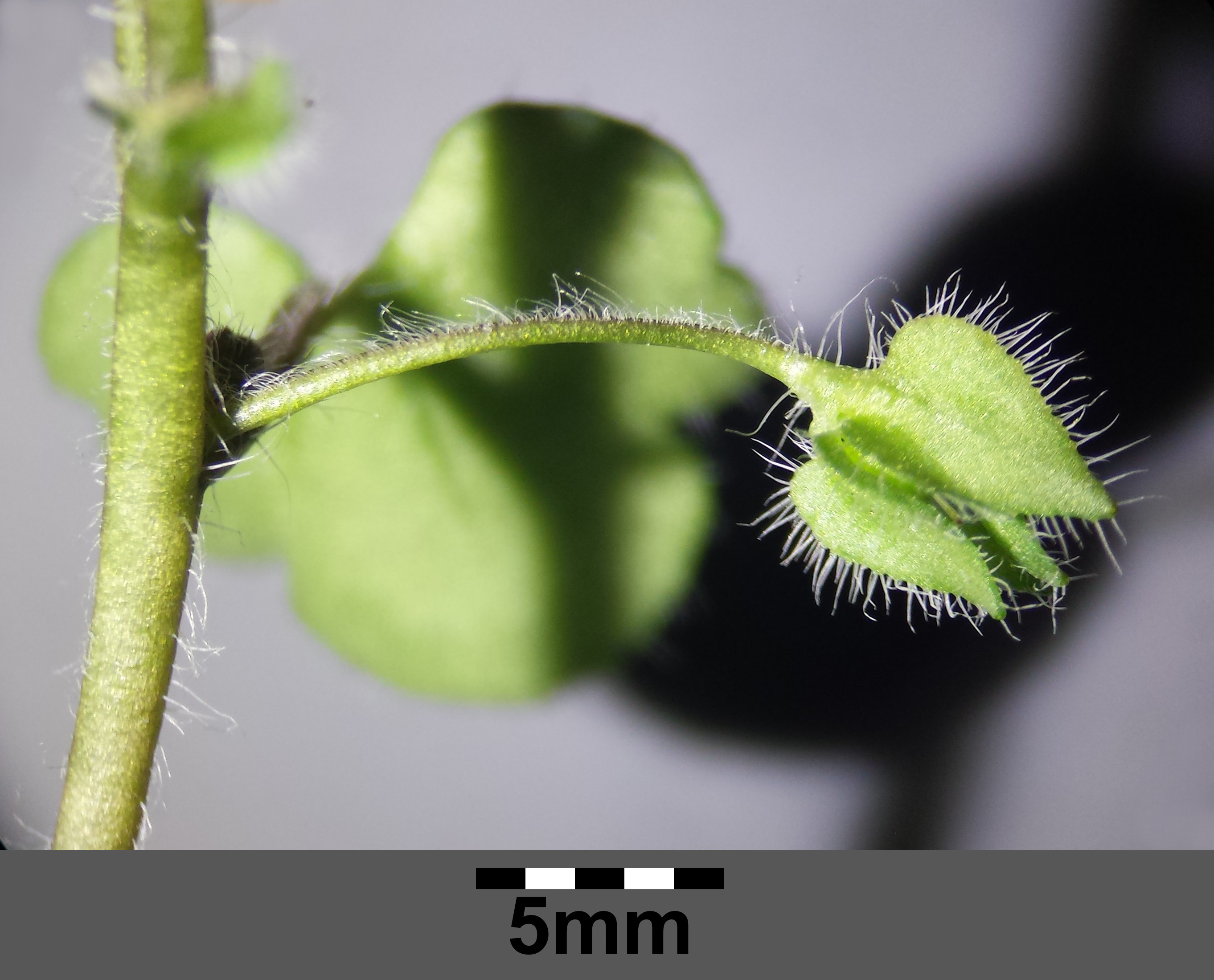
Teil des Fruchtstands mit Frucht und Deckblatt. Der Fruchtstiel ist meist 2- bis 3-mal so lang wie der Kelch.

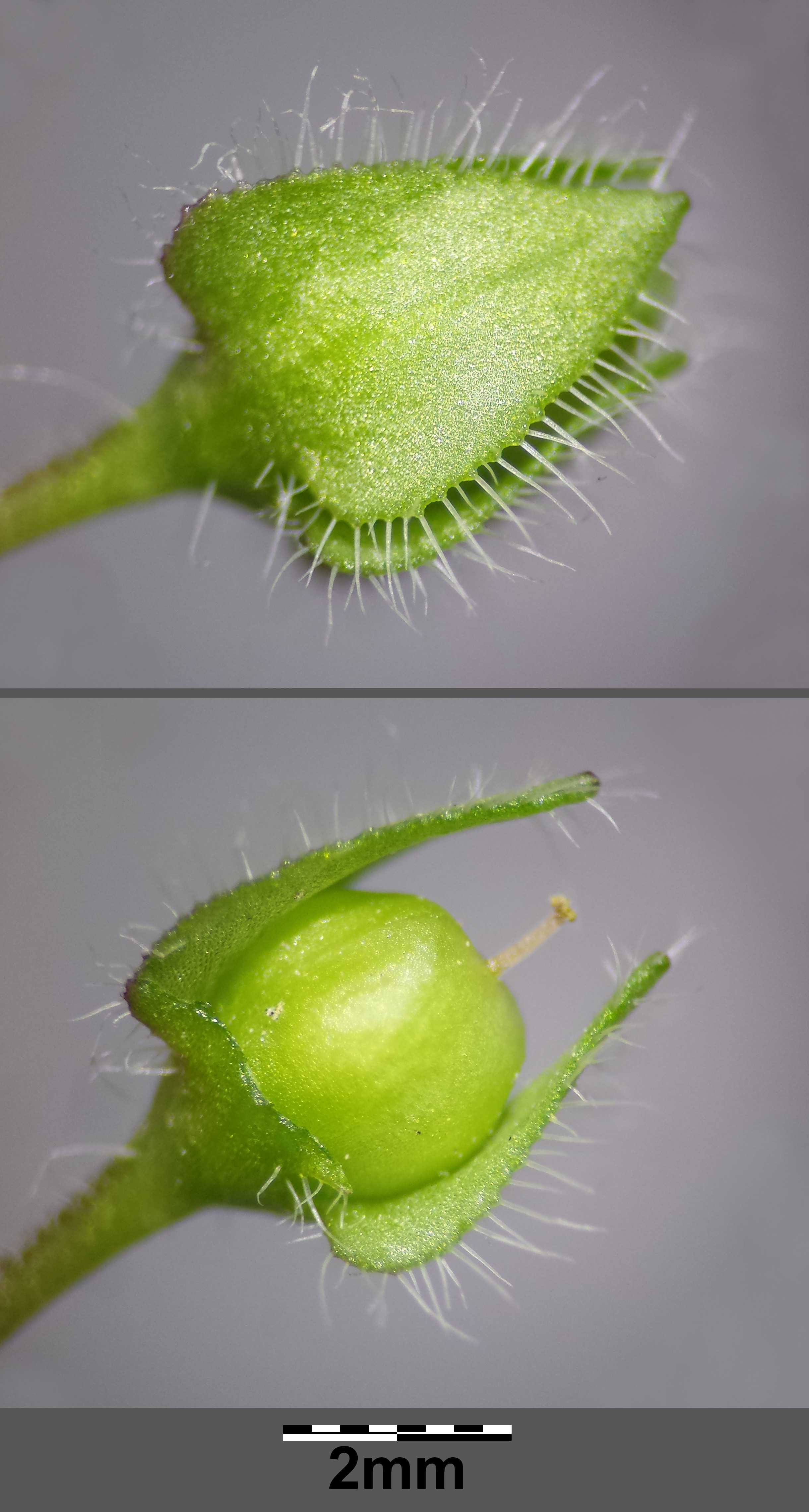
Unreife Frucht mit pyramidal zusammenneigenden Kelchblättern. Am unteren Bild wurden die Kelchblätter teilweise entfernt und geben den Blick auf die kugelige und völlig kahle Frucht frei.

### Vegetative Merkmale
Der Efeu-Ehrenpreis ist eine einjährige krautige Pflanze, die bis zu 30 Zentimeter hoch werden kann. Die Stängel sind meist liegend, manchmal aber auch aufsteigend. Der Blütenstiel weist eine Haarzeile auf und ist sonst meist kahl. Sie sind direkt an der Basis verzweigt. Die breit ovalen, gekerbten, gestielten Laubblätter sind gegenständig, die sehr ähnlich aussehenden Deckblätter hingegen wechselständig angeordnet.

### Generative Merkmale
Die lang gestielten Blüten befinden sich einzeln in den oberen Blattachseln. Die zwittrigen Blüten besitzen eine doppelte Blütenhülle. Die 3 bis 7 Millimeter breiten Kronen haben eine helle, lila bis blaue Farbe und eine ausgezogene Spitze. Die Samen sind blassgelb, der Mündungsrand hebt sich farblich kaum ab und ist nicht glänzend und deutlich nach innen umgerollt. 
Die Chromosomenzahl beträgt 2n = 54.

## Ökologie und Phänologie
Veronica hederifolia keimt im Spätherbst oder Vorfrühling aus der obersten Bodenschicht. Die Blütezeit reicht von März bis Mai.
Der Efeu-Ehrenpreis ist ein sommer- oder winterannueller (annuell = einjährig) und frühjahrsgrüner Therophyt – seine Sämlinge überstehen die Winterkälte problemlos. Der Efeu-Ehrenpreis kann sogar im Winter keimen.
Die Blüten bleiben bei Regen geschlossen. Blütenbesucher sind Bienenverwandte, aber meist findet spontane Selbstbestäubung statt. Die Staubbeutel sind nämlich bereits in der Blüte geöffnet und umschließen die Narbe.
Fruchtreife ist von April bis Juni. Die Fruchtstiele sind nach der Blüte verlängert und abwärts gekrümmt. Die Kapselfrüchte bleiben meist geschlossen. In der Höhlung der bis 3 Millimeter langen, großen, schüsselförmigen Samen bildet sich später eine Luftblase, sodass sie sich als Regenschwemmlinge ausbreiten können. Die Samen tragen aber auch ein Elaiosom zur Verbreitung durch Ameisen. Daneben findet Zufallsausbreitung beispielsweise durch Distelfinken statt. Außerdem ist Veronica hederifolia ein Selbstaussäer. Die Samen sind Dunkelkeimer.

## Vorkommen
Der Efeu-Ehrenpreis kommt in fast ganz Europa vor und ist recht häufig. Darüber hinaus umfasst sein Verbreitungsgebiet auch Nordafrika, die Kanaren, Madeira, Westasien, Zentralasien und dem Kaukasusraum. Er gedeiht am besten auf lockeren, nährstoffreichen und milden Lehmböden. Man findet ihn in Hackfruchtäckern, Brachen und in Gärten. Auf Äckern ist er ein Konkurrent der Wintergerste und kann ihr Wachstum bei vermehrtem Auftreten stark behindern. Der Efeu-Ehrenpreis ist in Mitteleuropa eine schwache Charakterart des Verbandes Aperion spicae-venti.

## Systematik
Die Erstveröffentlichung von Veronica hederifolia erfolgte durch Carl von Linné.
Bei manchen Autoren sind auch folgende Taxa Unterarten von Veronica hederifolia:
- Veronica hederifolia L. als Veronica hederifolia subsp. hederifolia: Sie kommt in Europa, Nordafrika und Vorderasien vor.[3]
- Hain-Ehrenpreis (Veronica sublobata M.A.Fisch.) als Veronica hederifolia subsp. lucorum (Klett & Richt.) Hartl
- Veronica triloba (Opiz) Wiesb. als Veronica hederifolia subsp. triloba (Opiz) Čelak.: Sie kommt in Süd-, Mittel-, Osteuropa und in Westasien vor.[2]

Nach K. Marhold kommen hinzu noch die Unterarten:
- Veronica hederifolia subsp. insularis Gamisans: Sie kommt auf Korsika vor.[3]
- Veronica hederifolia subsp. maura Murb.: Sie kommt in Marokko und Tunesien vor.[3]

## Detailfotos

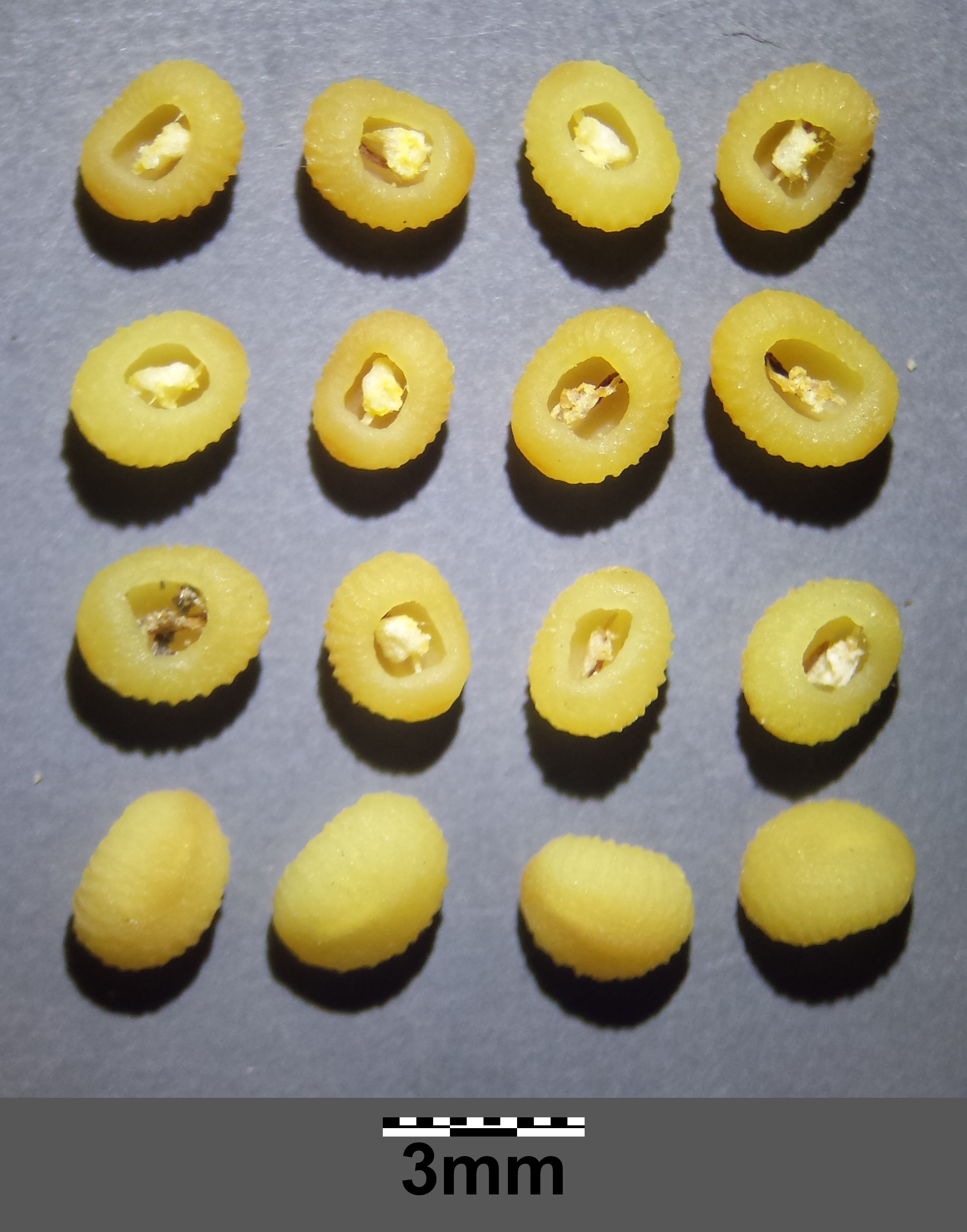
Samen
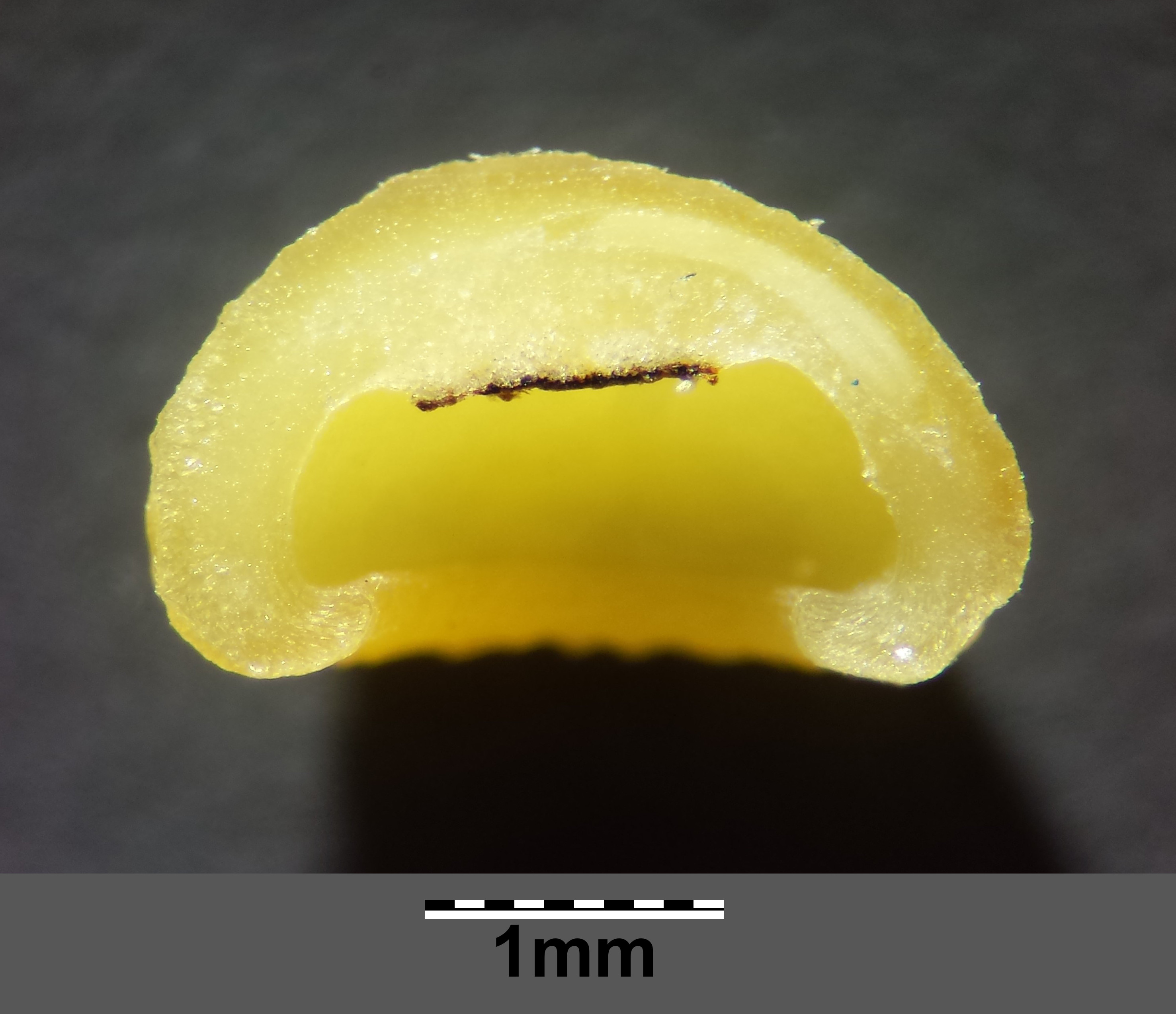
Samen aufgeschnitten
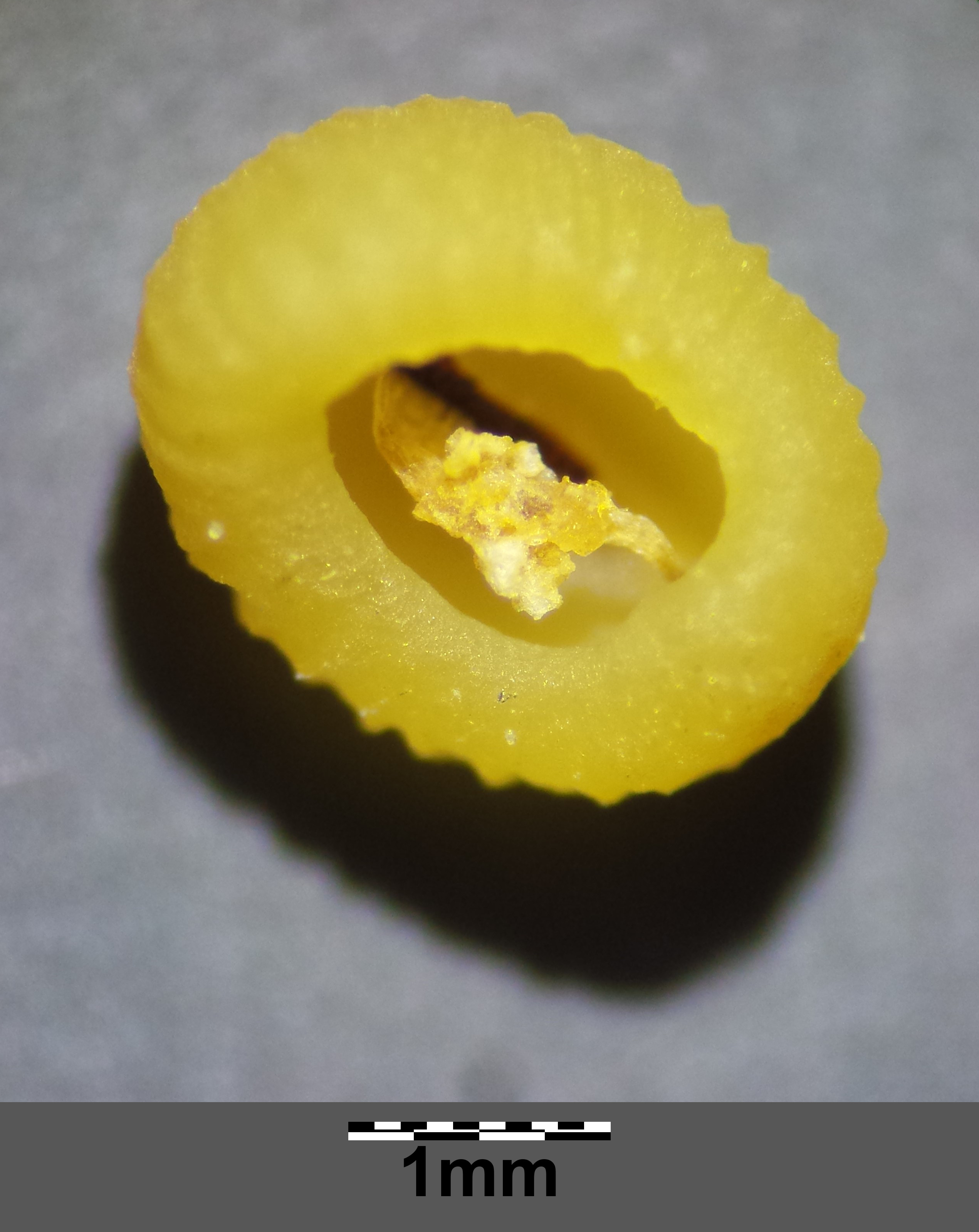
Samen
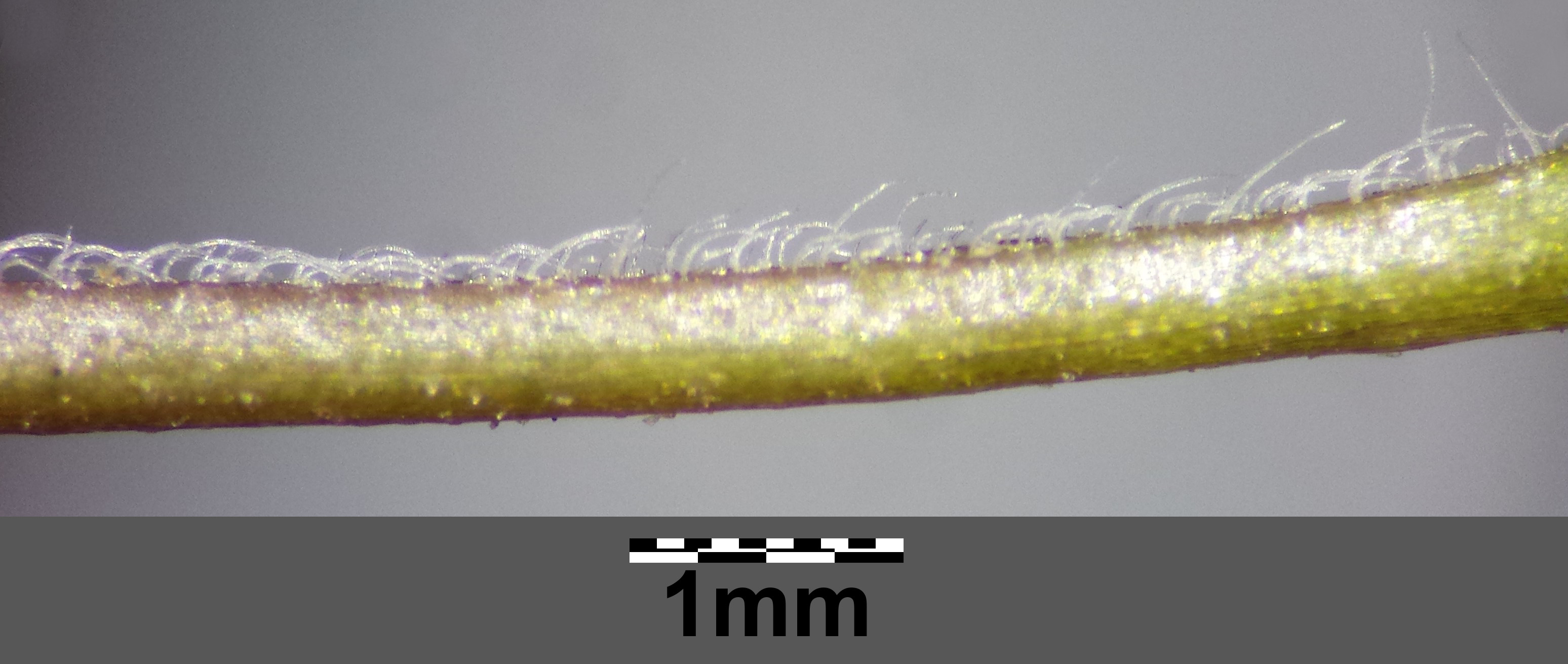
Blütenstiel mit Haarzeile (oben)